# Archivo Artigas
El Archivo Artigas es un importante archivo histórico en la República Oriental del Uruguay.

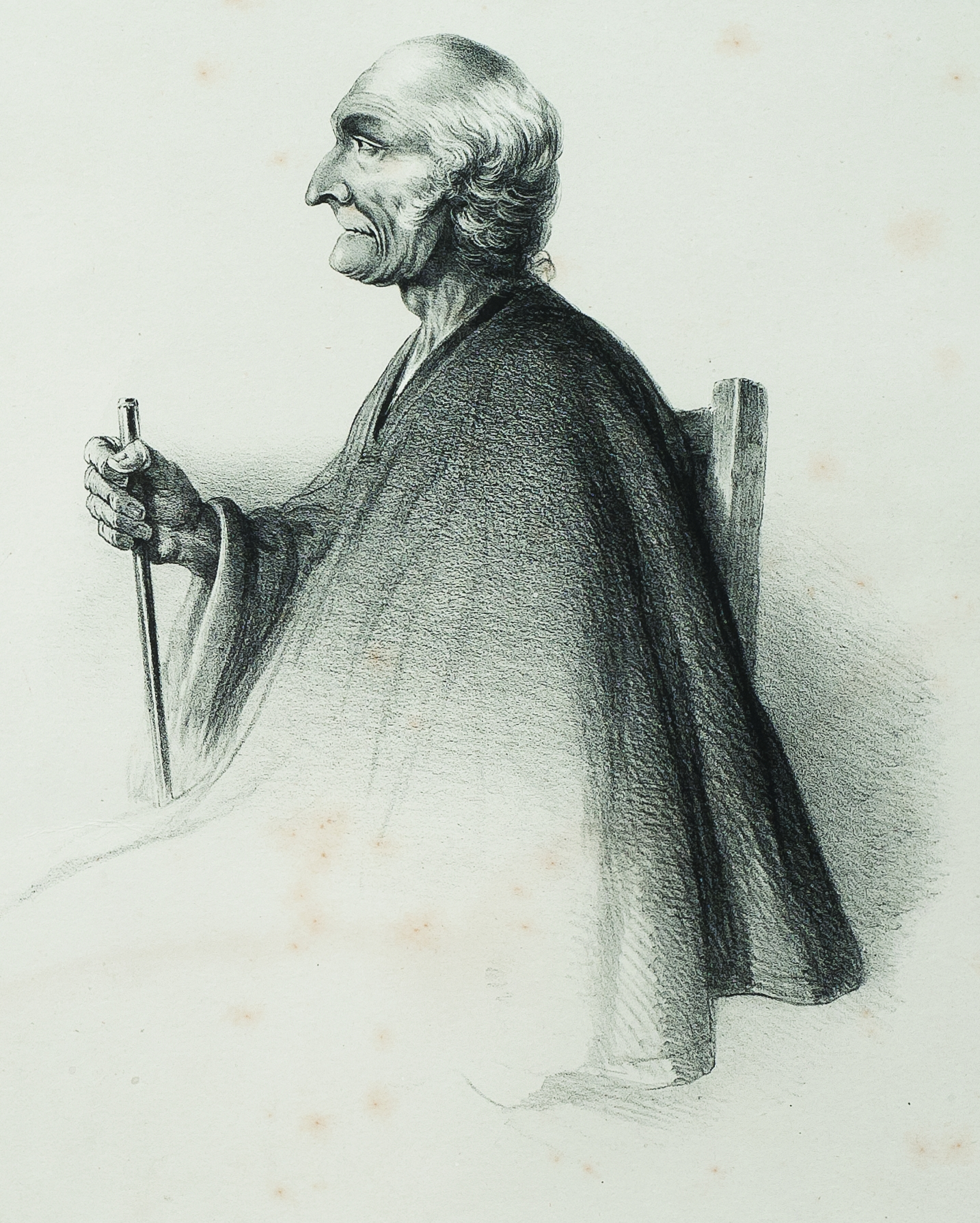
Artigas dibujado por Demersay en Paraguay

Fue creado por la Ley N.º 10.491 del 13 de junio de 1944, por el Poder Legislativo de Uruguay, por iniciativa del senador Gustavo Gallinal. Lo fundamental del texto de dicha Ley se puede resumir en este párrafo: “Artículo 1º Procédase a la compilación y publicación de todos los documentos históricos que puedan reunirse en original o copia, relacionados con la vida pública y privada de Artigas, Fundador de la Nacionalidad Oriental y Prócer de la Democracia Americana”.
Desde 1944 hasta 1950 se enviaron investigadores e historiadores a la Argentina y otros países con la finalidad de recopilar toda la documentación que tuviera alguna relación con el prócer. Uno de los más destacados fue el profesor Washington Reyes Abadie.
Entre 1950 y 2009 se han publicado 37 volúmenes que contienen la documentación encontrada, y que pueden ser consultados gratuitamente en el sitio de La Biblioteca Nacional de Uruguay.